# Baron Braose
Baron Braose byl titul anglické šlechty vytvořený dvakrát. Některé záznamy z druhého vytvoření uvídá tvar jména Brewose.
V dubnu a květnu roku 1290 byl povolán do parlamentu William de Braose. Dne 29. prosince 1299 byl do parlamentu povolán i jeho syn William de Braose. Po jeho smrti roku 1326 byl titul zrušen.
Dne 25. února 1342 byl do parlamentu povolán Thomas de Braose. Po smrti páté baronky roku 1399 byl titul opět zrušen.

## Baron Braose, první vytvoření
- William de Braose, 1. baron Braose (úmrtí 1291)
- William de Braose, 2. baron Braose (úmrtí 1326) (zrušení titulu 1326)

## Baron Braose, druhé vytvoření
- Thomas de Braose, 1. baron Braose (1302–1361)
- John de Braose, 2. baron Braose (úmrtí 1367)
- Thomas de Braose, 3. baron Braose (1352–1395)
- Thomas de Braose, 4. baron Braose (úmrtí 1395)
- Elizabeth de Saye, 5. baronka Braose (úmrtí 1399)